# Heinz-Wilhelm Alten

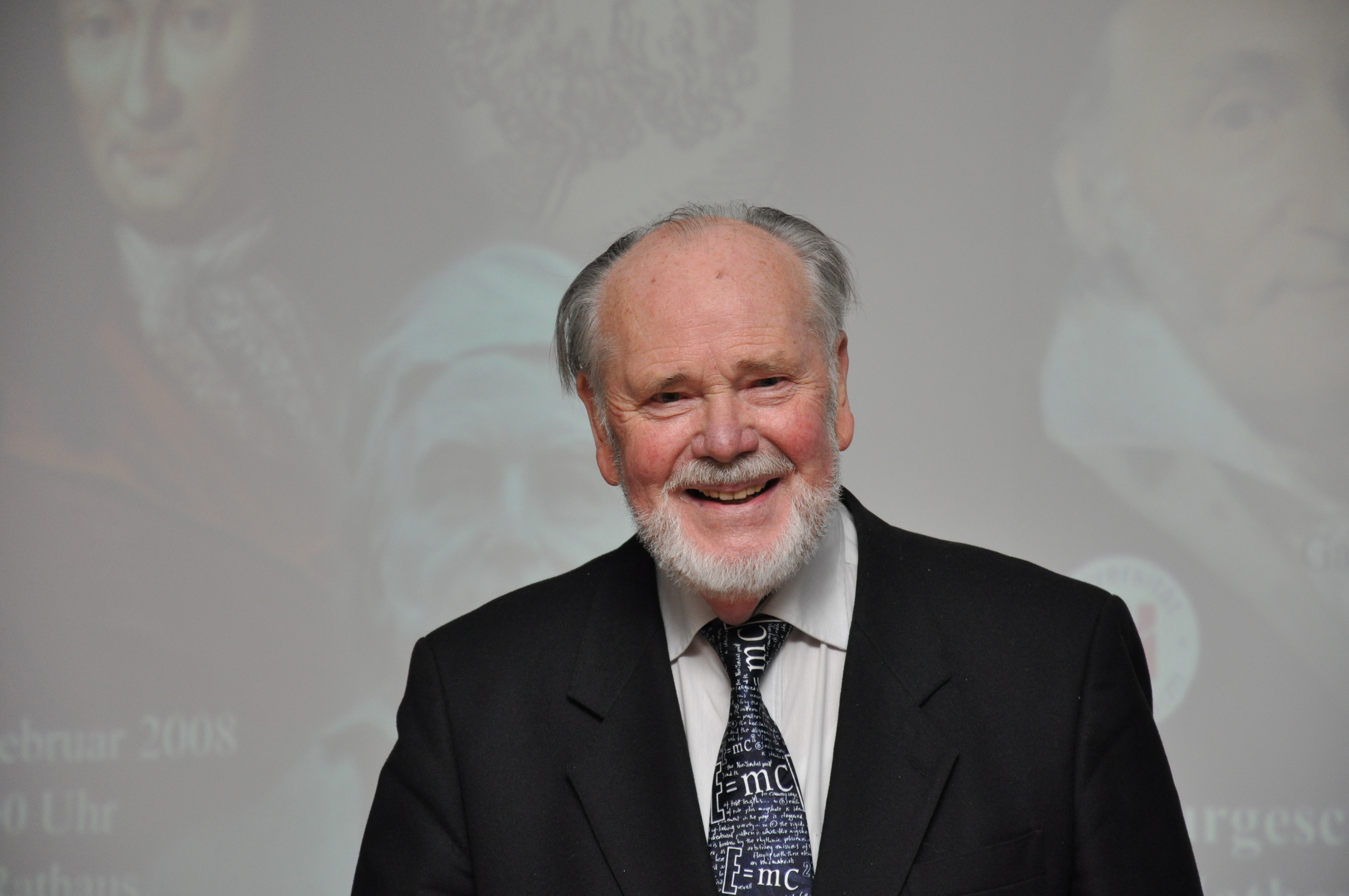
Heinz-Wilhelm Alten (2009)

Heinz-Wilhelm Alten (* 5. Januar 1929 in Hannover; † 27. Januar 2019 in Hildesheim) war ein deutscher Mathematiker und seit 1991 Herausgeber und Autor der Buchreihe Vom Zählstein zum Computer.

## Leben
Alten studierte von 1948 bis 1955 Mathematik, Physik und Chemie an der TH Hannover und der University of Bristol. Er legte 1954/55 die Prüfung für das Lehramt an höheren Schulen ab und war von 1956 bis 1961 wissenschaftlicher Assistent an der TU Hannover, wo er 1961 bei Wilhelm Quade zum Dr. rer. nat. promoviert wurde.
1961 wurde er Oberingenieur und 1966 Oberassistent. 1973 erhielt er eine ordentliche Professur für Mathematik an der PH Niedersachsen, Abteilung Hildesheim.
1979 bis 1981 war er erster Rektor der Hochschule Hildesheim, heute Universität Hildesheim. 1982 bis 1985 leitete er die Arbeitsgruppe Informatik zur Vorbereitung des Studienganges Informatik. In den Jahren 1986 bis 1993 war er Dekan des Fachbereichs Mathematik, Informatik, Naturwissenschaften. 1992 übernahm er die Schirmherrschaft und später die Leitung der Arbeitsgruppe „Geschichte der Mathematik“. Er war seit 1997 Emeritus im Institut für Mathematik und Angewandte Informatik (IMAI) der Universität Hildesheim.

## Schriften
- Analysis im Größenkalkül der Physik (zus. mit W. Quade), Abhandlungen der Braunschweigischen Wissenschaftlichen Gesellschaft. E. Goltz-Verlag, Göttingen, 1971.
- Tensorrechnung und Elemente der Differentialgeometrie. Technische Universität Hannover, 1970.
- Analysis. Universität Hildesheim, 1995.
- Differentialgleichungen und Elemente der Funktionentheorie. Universität Hildesheim, 1996.
- Numerische Behandlung von Differentialgleichungen. Universität Hildesheim, 1996.
- Zur Geschichte der Universität Hildesheim, Universitätsverlag Hildesheim, 2003.
- Herausgeber der folgenden Bücher der Buchreihe „Vom Zählstein zum Computer“. Springer Verlag, Berlin Heidelberg:
  - Vom Zählstein zum Computer – Mathematik in der Geschichte (H. Wußing) 1997.
  - 5000 Jahre Geometrie (Christoph Scriba / P. Schreiber) 2001, 3. Auflage 2010.
  - 4000 Jahre Algebra (H.-W. Alten et al.) 2003.
  - 6000 Jahre Mathematik (Hans Wußing unter Mitwirkung von Heinz-Wilhelm Alten und Heiko Wesemüller-Kock), Bd. 1: Von den Anfängen bis Leibniz und Newton 2008 / Bd. 2: Von Euler bis zur Gegenwart 2009.
  - 3000 Jahre Analysis (Thomas Sonar) 2011, 2. Auflage 2016.
  - 5000 Years of Geometry (Christoph Scriba / P. Schreiber) 2015.
  - Die Geschichte des Prioritätsstreits zwischen Leibniz und Newton (Thomas Sonar) 2016.
  - The History of the Priority Dispute between Newton and Leibnitz (Thomas Sonas) 2018.
  - 3000 Years of Analysis – Mathematics in History and Culture (Thomas Sonar) 2021.